# La Ferrière, Côtes-d'Armor

La Ferrière este o comună în departamentul  Côtes-d'Armor, Franța. În 1 ianuarie 2018 avea o populație de 453 de locuitori.